# Portada/efemèride octubre 31
Indira Gandhi
« 30 d'octubre · 31 d'octubre · 1 de novembre »